# Kurt Becker (Journalist)
Kurt Becker (* 31. März 1920 in Hamburg; † 10. Mai 1987 ebenda) war ein deutscher Journalist. Er war von 1980 bis 1982 Regierungssprecher unter Bundeskanzler Helmut Schmidt.

## Leben
Becker war Redakteur bei der Welt, bis er 1966 zur Zeit wechselte. Anfang 1971 wurde er Chefredakteur des Kölner Stadt-Anzeigers, im Herbst 1975 kehrte er zur Zeit zurück und wurde dort stellvertretender Chefredakteur und Leiter des politischen Ressorts. Zum 15. Dezember 1980 holte ihn Bundeskanzler Helmut Schmidt als Regierungssprecher und Chef des Presse- und Informationsamtes der Bundesregierung nach Bonn. Seine Äußerungen riefen wiederholt Unmut in der Regierungspartei SPD hervor, sodass er schließlich untragbar und zum 28. April 1982 von seinem Vorgänger Klaus Bölling abgelöst wurde.
Seine letzte Ruhe fand er auf dem Friedhof Ohlsdorf.